# Olympische Sommerspiele 2008/Teilnehmer (Burkina Faso)
| Gelbes Symbol für Goldmedaillen mit stilisierten Olympischen Ringen | Graues Symbol für Silbermedaillen mit stilisierten Olympischen Ringen | Braundes Symbol für Bronzemedaillen mit stilisierten Olympischen Ringen |
| ------------------------------------------------------------------- | --------------------------------------------------------------------- | ----------------------------------------------------------------------- |
| —                                                                   | —                                                                     | —                                                                       |

Burkina Faso nahm an den Olympischen Sommerspielen 2008 in der chinesischen Hauptstadt Peking mit sechs Athleten, drei Frauen und drei Männern, in vier Sportarten teil.
Seit 1988 in Seoul war es die sechste Teilnahme eines Teams aus Burkina Faso bei Olympischen Sommerspielen.

## Flaggenträger
Die Leichtathletin Aïssata Soulama trug die Flagge Burkina Fasos während der Eröffnungsfeier im Nationalstadion.

## Teilnehmer nach Sportarten

### Fechten
- Julien Ouédraogo
Herren, Säbel Einzel

### Judo
- Anatou Ouélgo
Damen, Superleichtgewicht

### Leichtathletik
- Aïssata Soulama
Damen, 400 m Hürden
- Idrissa Sanou
Herren, 100 m

### Schwimmen
- Jacob Yougbaré
- Elisabeth Nikiema